# Phumosia overlaeti
Phumosia overlaeti este o specie de muște din genul Phumosia, familia Calliphoridae, descrisă de Zumpt în anul 1956.
Este endemică în Congo. Conform Catalogue of Life specia Phumosia overlaeti nu are subspecii cunoscute.